# Berezivka, Borzna
Berezivka (în ucraineană Березівка) este un sat în comuna Stepanivka din raionul Borzna, regiunea Cernihiv, Ucraina.

## Demografie
Componența lingvistică a localității Berezivka
     Ucraineană (100%)
Conform recensământului din 2001, toată populația localității Berezivka era vorbitoare de ucraineană (100%).